# San Antonio-Castellanos
Se denomina San Antonio - Castellanos a la aglomeración urbana que se extiende entre las localidades argentinas de San Antonio y Castellanos dentro del departamento Castellanos, provincia de Santa Fe en las coordenadas 31°12′39″S 61°43′30″O / -31.21083, -61.72500.

## Población
Considerado como una aglomeración urbana por el INDEC desde 2001, cuenta según los resultados del censo 2010 con 752 habitantes, lo que representa un incremento respecto al anterior censo que contaba con 723 habitantes.
| Comuna      | Departamento | Censo 2010 | Censo 2001 | Censo 1991 |
| ----------- | ------------ | ---------- | ---------- | ---------- |
| San Antonio | Castellanos  | 412        | 409        | 456        |
| Castellanos | Castellanos  | 340        | 314        | 353        |
| Total       |              | 752        | 723        | 809        |